# Morze międzywyspowe

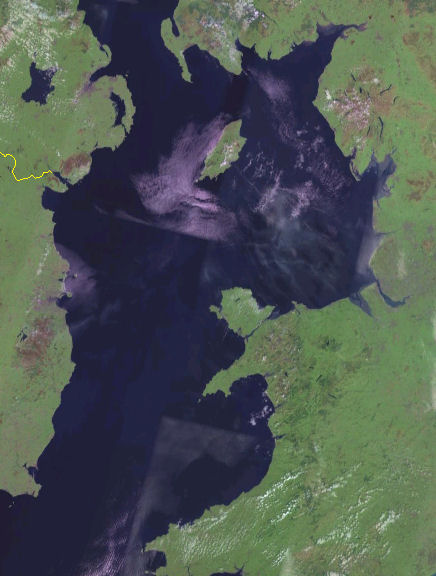
Morze Irlandzkie - przykład morza międzywyspowego (znajduje się ono pomiędzy Wielką Brytanią na wschodzie i Irlandią na zachodzie).

Morze międzywyspowe – morze otoczone archipelagiem wysp
np. Irlandzkie, Celebes, Jawajskie, Arafura, Barentsa, Banda, Salomona.